# Abendshow
Die Abendshow war eine zuletzt von Ingmar Stadelmann moderierte satirische Fernsehsendung des Rundfunk Berlin-Brandenburg (rbb), die wöchentlich live aus Berlin gesendet wurde. 
Die Sendung startete gemeinsam mit der rbb-Kampagne „Bloß nicht langweilen“. Bei den Marktanteilen nahm der rbb 2017 den letzten Platz unter den dritten Programmen der ARD ein. Besonders bei jungen Zuschauern waren die Quoten meist unterdurchschnittlich. Die Abendshow war Teil der Programmreform und der Versuch, diese Zuschauer zurückzugewinnen.
Laut rbb-Intendantin Patricia Schlesinger sollte die Sendung eine „völlig neue Mischung aus Unterhaltung, Information und Satire“ sein.
Am 7. Oktober 2019 gab der rbb bekannt, dass der Comedian Ingmar Stadelmann ab dem 24. Oktober 2019 die Moderation der Sendung übernehmen und damit das bisherige Moderatorenduo Britta Steffenhagen und Marco Seiffert ablösen werde. Während Steffenhagen weiterhin vor und hinter den Kulissen für die Sendung tätig war, zog sich Seiffert "auf eigenen Wunsch" komplett zurück. Am 1. Oktober übernahm Robert Wilde die Redaktionsleitung der Sendung. Durch die neuen Personalien sollte die Sendung "stärker als Comedy- und Satireformat aus Berlin wahrgenommen werden", wie es in der Pressemitteilung hieß.
Die Sendung wurde am 24. September 2021 zum letzten Mal ausgestrahlt.

## Rubriken
Einige wiederkehrende Rubriken in der Abendshow waren:
- Talks Ingmar Stadelmann interviewte prominente Gäste, insbesondere Berliner Persönlichkeiten
- Songs Die Sendung endete häufig mit einem Live-Auftritt. Unter anderem traten Knorkator, Skunk Anansie und Joachim Witt im Studio auf.
- Ingmar Stadelmann regt sich ein wenig auf Moderator Ingmar Stadelmann nahm detailliert aktuelle Probleme der Hauptstadt auf humorvolle Weise auseinander.
- Der Sandmann für Erwachsene In Kooperation mit radioeins wurden alte Folgen von Unser Sandmännchen für Erwachsene synchronisiert.
- Gast-Spiele
  - Wahre Lüge Gäste brachten wahre und frei erfundene Geschichten über sich mit - Ingmar Stadelmann erriet, welche stimmten und welche nicht.
  - Wer bin ich? Ingmar Stadelmann und seine Gäste bekamen Rollen zugeschrieben und mussten raten, wer sie sind.
  - Headis Ingmar Stadelmann und Gast traten in einer Partie Kopfballtischtennis gegeneinander an.

- Frühere Rubriken
  - Derweil in Brandenburg In kurzen Einspielern wurde suggeriert, dass in Brandenburg nichts los ist.
  - Polittheater Eine Reporterin konfrontierte auf großen Parteitagen Politiker mit kontroversen Aussagen.
  - Held der Woche Eine Person, die sich „besonders“ um die Stadt verdient gemacht hat, wurde zum „Helden der Woche“ gekürt.[6]
  - Kann ich Sie mal unter vier Augen sprechen? Marco Seiffert und ein Gesprächspartner saßen sich im abgedunkelten Studio gegenüber. Seiffert konfrontierte den Gast mit unangenehmen/provokanten Fragen.[7]
  - Ein lustiger Beitrag zu einem ernsten Thema Britta Steffenhagen berichtete auf humorvolle Weise über Probleme und Neuigkeiten aus der Hauptstadt.[8]
  - Abendshow-Retro Beiträge aus dem Archiv der rbb-Nachrichtensendung Abendschau, die thematisch in die aktuelle Zeit passten.[9]
  - Ist ja 'n Ding! Satirischer Einspielfilm über kuriose Ereignisse.[10]